# マニピュレーター
マニピュレーター（英: manipulator）は、多義語であり、複数の分野で全く異なる語義になる。本項では、工学における語義とそこから派生した語義、音楽における語義、心理学における語義について順に解説してゆく。「マニュピレーター」は誤記。

## 工学
工学分野では、手で操縦することを意味するマニピュレート（動詞）、マニピュレーション（名詞）する人や、機械などで作業を実行する部分をいう。「マニピュレータ」「マニプレータ」と表記する。
なお、足で操作する同等の「ペディピュレーター」（ペディプレーター）は未だに現れていないが、これは手に比べて足は細かい操作が出来ないことに原因すると思われる。
電気通信の分野では、自動電鍵で符号を打ち出すパドルをさす言葉としても使われる。

### リモート・マニピュレーター
ロボットの腕や手に当たる部分を指し、実験室等における放射性物質の遠隔取り扱いなど、広義の産業用ロボットの分野で使われる。人型ロボットの場合は人間と同じくアームと表現される。またロボットを操作する人間は通常「オペレータ」と呼ばれる。

### マジックハンド
マジックハンド (magic hand) は、和製英語［ en: magic + hand ］。英語では、このような「手の届かない所にある物を取るための道具」は "reacher" あるいは"Reach extender" と呼ぶ。また、「遠くにある物を掴む」道具という意味で、"lazy tongs" ともいう。
古い記録としては、応用化学者で東京大学教授の祖父江寛（そぶえ ひろし、1904-1979）が、1957年（昭和32年）に著した『現代の科学』の中で「マジック・ハンドの通称でなじみになったマニピュレーターをはじめとする遠隔操作・制御の技術は（...略...）」と記している。
業務用工具のほか、玩具もある。1966年（昭和41年）に任天堂からパンタグラフ式のマジックハンドが「ウルトラハンド」の商品名で発売され、大ヒットした。当時の子供はこのような道具のあることを「ウルトラハンド」によって知った。ブームの頃は漫画やテレビのお笑い番組などでもよく使われるアイテムになっていた。また、1990年代になるとタレントの宅八郎がテレビ出演などの際に玩具のマジックハンドを常に持ち歩いたことにより、以前とは異なる層にもマジックハンドなるものが知られることとなった。柄が伸縮式のものもある。
日本では使用者として鉄道駅駅員が真っ先にイメージできるトリガー式のマジックハンドがある。これは製造販売業者が「落下物拾得用工具」と総称する、機能が異なる3種類の工具のうちの1種類、商品名で「ツカミタイ」とか「ハサミタイ」などと呼んでいるものである。そして、鉄道業界では同じものを「安全拾得器」と呼んでいる。これが無いことには、プラットホームに落下した物を拾い上げるのに列車の運行を止めて線路に降りなければならず、ダイヤグラムに大きな影響が出る。落下物拾得用工具は、何も鉄道関係者だけが使うようなものではなく、工事従事者に広く使われている。例えば、人間が回収しがたい狭所や深い穴に物が落ちた場合や、人間が入り込めない狭所で何かを一時的に固定しておく作業が必要な場合などでの使用が考えられる。
内視鏡手術用の鉗子や高枝切鋏には、マジックハンドのような動きをするものもある。

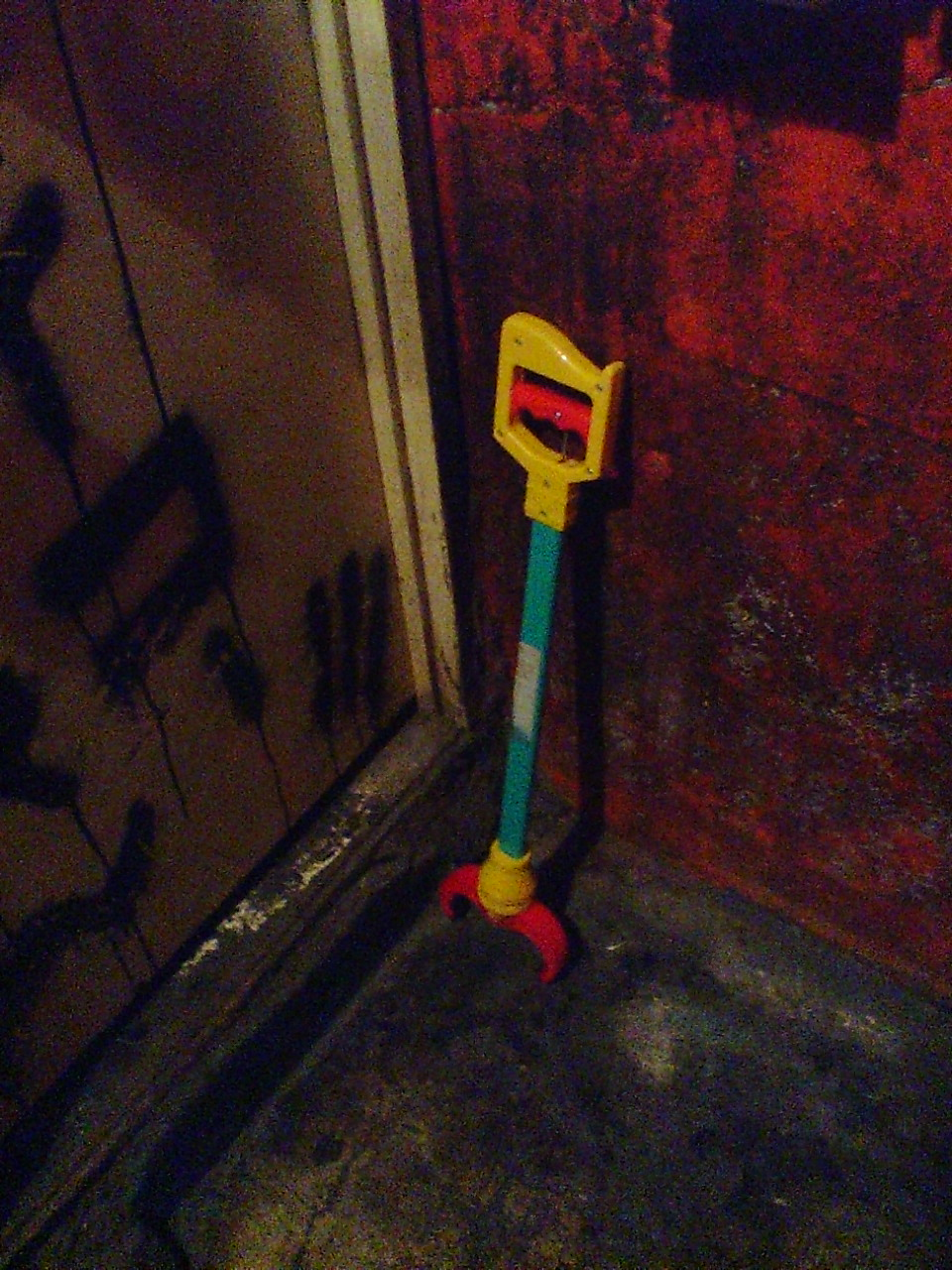
マジックハンド その1
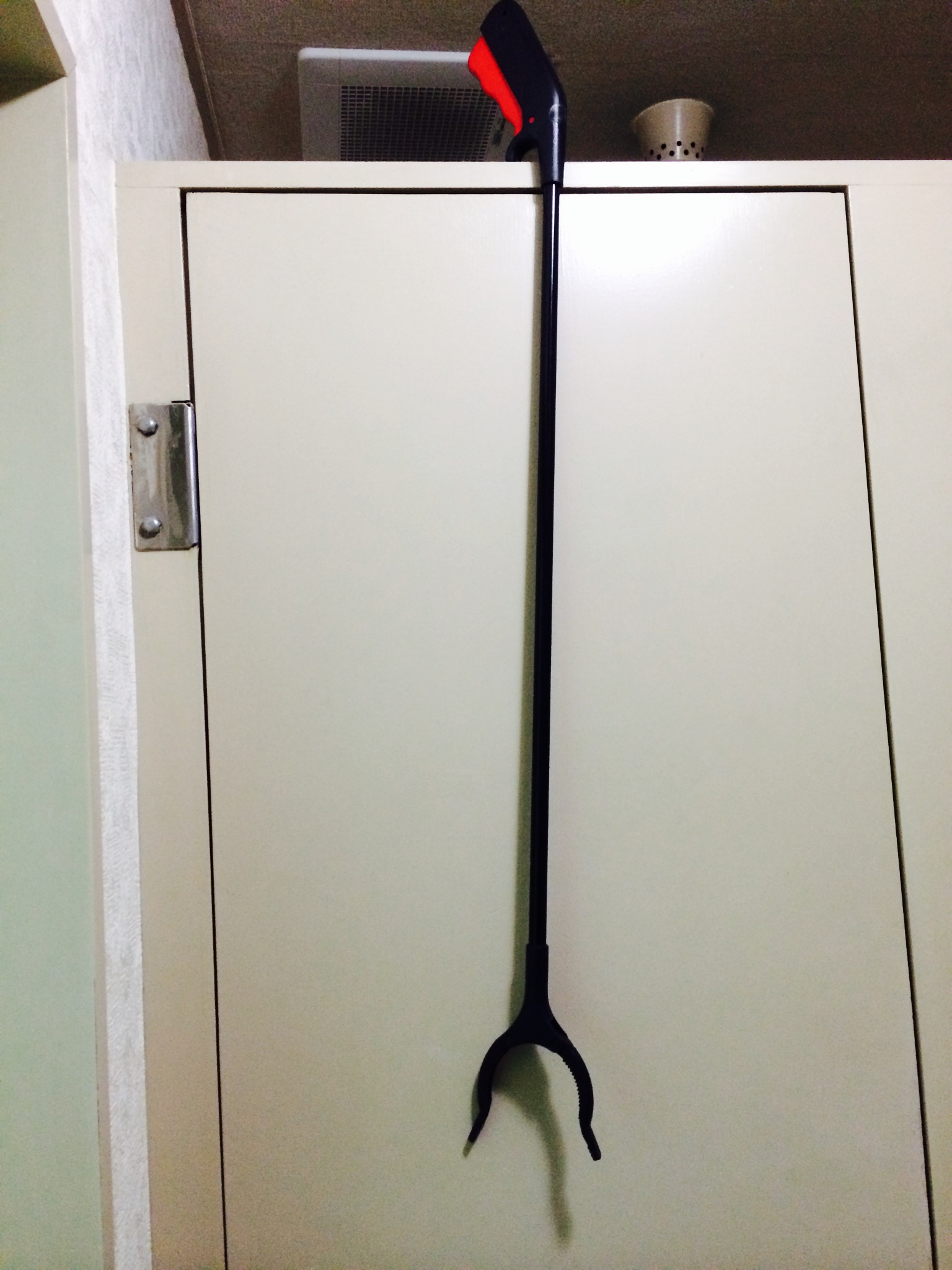
マジックハンド その2
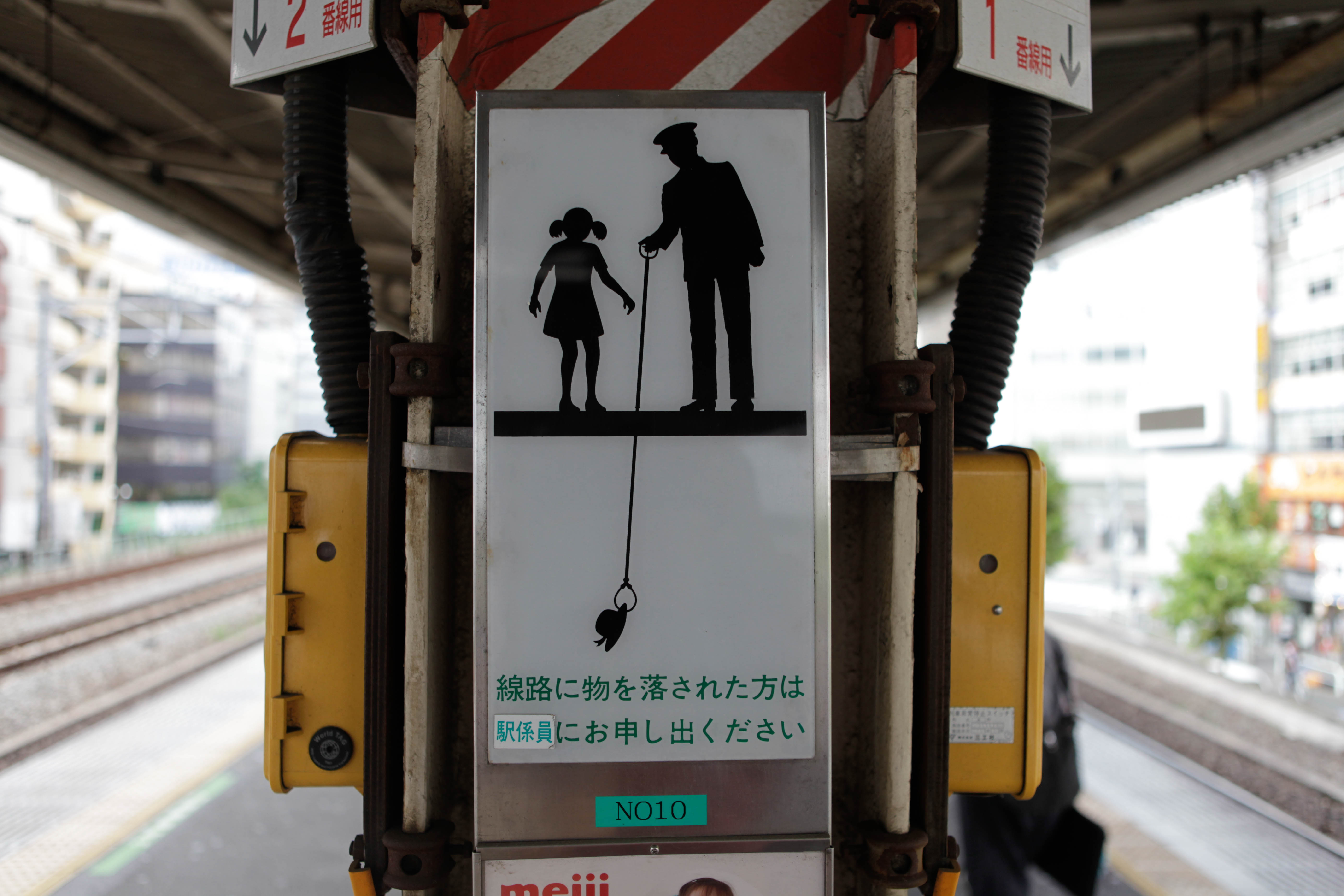
安全拾得器
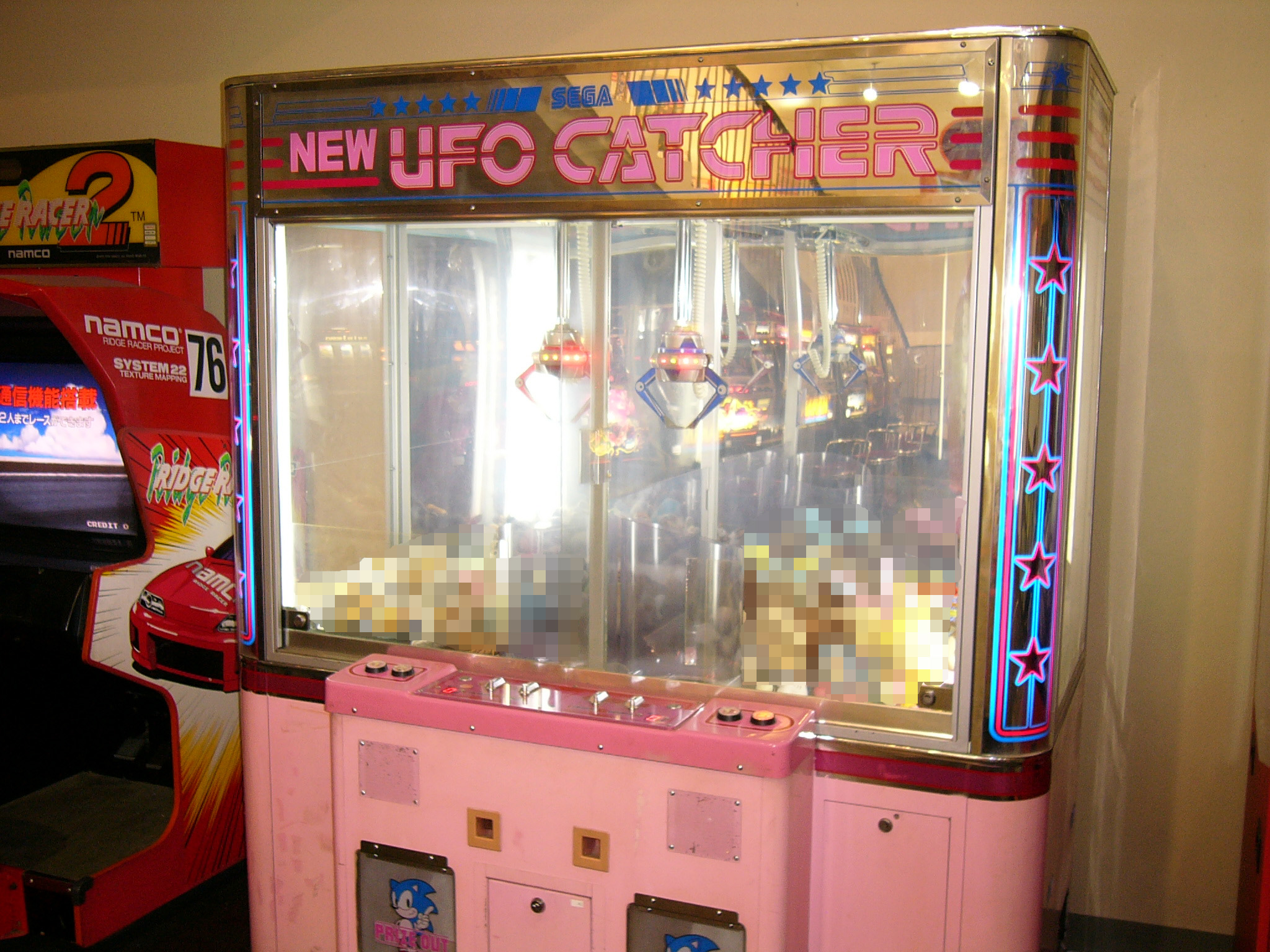
UFOキャッチャー

## 音楽
音楽の分野では、電子音楽の用語であり、コンピューター、ミュージックシーケンサー、シンセサイザーなどといった電子機器を用いて、プログラミングされた音色そのものや楽曲を作り上げるミュージシャンをいう。｢サウンドクリエイター (sound creator)」「シンセサイザープログラマー (synthesizer programmer)」「シンセプログラマー (synth programmer)」ともいう。
楽器や機材についての知識や操作技術に加えて、音楽の基礎知識や音楽的センスも求められる。レコーディングスタジオやコンサートの現場でミュージシャンの裏方として活動するのが通例ではあるが、自らステージに立ってライブパフォーマンスを行うマニピュレーターもいる。
日本における代表的マニピュレーターとしては、イエロー・マジック・オーケストラ (YMO) の4人目のメンバーと呼ばれた松武秀樹や、再結成ライブに登場した
GOH HOTODA（ゴウ・ホトダ）などを挙げることができる。 

### 音楽における主なマニピュレーターの一覧
日本
- 佐藤博（1947年6月3日 - 2012年10月26日）
- 松武秀樹 [22]（1951年8月12日  - ）
- 平沢進（1954年4月2日 - ）
- 森達彦（1954年5月1日 - ）
- 日向大介（1956年7月2日 - ）
- 明石昌夫（1957年3月25日 - 2025年5月19日）
- 藤井丈司（1957年8月15日 - ）
- 小泉洋（1958年8月12日 - ）
- 小室哲哉（1958年11月27日 - ）
- 大竹徹夫（1960年7月12日 - ）
- GOH HOTODA [22]（1960年 - ）
- 大平勉（1961年4月6日 - ）
- DJ KOO (TRF)（1961年8月8日 - ）
- 山岡広司（1962年1月7日 - ）
- HAPPO（1963年10月22日 - ）
- 西川隆宏（1964年5月26日 - ）
- 久保こーじ（1964年11月14日 - ）
- I.N.A（1964年12月12日 - ）
- 寺田創一（1965年3月19日 - ）
- 望月誠人（1965年4月23日 - 2011年9月6日）
- 浅倉大介（access）（1967年11月4日 - ）
- 横山和俊（1969年2月18日 - ）
- 徳永暁人（1971年9月22日 - ）
- nang-chang（1972年9月26日 - ）
- 毛利泰士（1974年3月10日 - ）
- 宇佐美秀文（1974年4月14日 - ）
- 大串友紀（1974年5月4日 - ）
- MASATO KITANO（LUV K RAFT）（1974年10月25日 - ）
- 吉田哲人（1975年10月29日 - ）
- 岩佐俊秀（1975年11月18日 - ）
- 川﨑海（AURA KITE）（1980年7月10日 - ）
- 田中潤也（1980年11月26日 - ）
- 匠（sukekiyo）（1980年1月22日  - ）
- 小野寺諒（1995年11月15日 - ）
- 大川タツユキ
- 河盛慶次
- 誠果（UVERworld）
- Yuno（Dannie May）
- 橋本由香利
- 藤原章人（アットチュード代表取締役）
- GODちゃん（神使轟く、激情の如く。）
- 足立賢明

## 心理学
心理学においては、マインドコントロールを促すもののことをいう。傀儡を操る傀儡師に比喩されることがおおい。